# Beatport
Beatport est un site web de vente en ligne de musique électronique. Le fondateur et PDG de Beatport est Jonas Tempel ; il quitte la société à la fin de 2010 et est remplacé par Matt Adell.

## Histoire
Le site web est lancé en début de 2004. 
Fin février 2013, Beatport vend à la société SFX Entertainment pour 50 millions de dollars. Peu après, Beatport intègre la technologie de la start-up canadienne Listn,. En décembre 2014, Beatport envisage de devenir une plateforme streaming proposant des offres avec et sans publicité. Chaque jour, un classement des meilleures ventes des singles sur le site est publié.
Depuis juin 2015, le site de vente en ligne ne rémunère plus les artistes et leurs labels. La privatisation de SFX Entertainment entraîne un gel complet des versements, et ce pour le 2e trimestre de l’année 2015, ce qui s'étendrait jusqu'au second semestre 2015 si l'opération de privatisation prenait du temps. Néanmoins, Beatport promet que dès que la privatisation sera terminée, labels et artistes seront rémunérés,. Mais par la suite les choses vont mal, Beatport licencie et SFX essaye de vendre, sans succès, durant le premier semestre 2016.